# José Sinués y Urbiola
José Sinués y Urbiola (Zaragoza, España, 31 de marzo de 1894 - Zaragoza, 31 de enero de 1965) fue un economista y político aragonés.

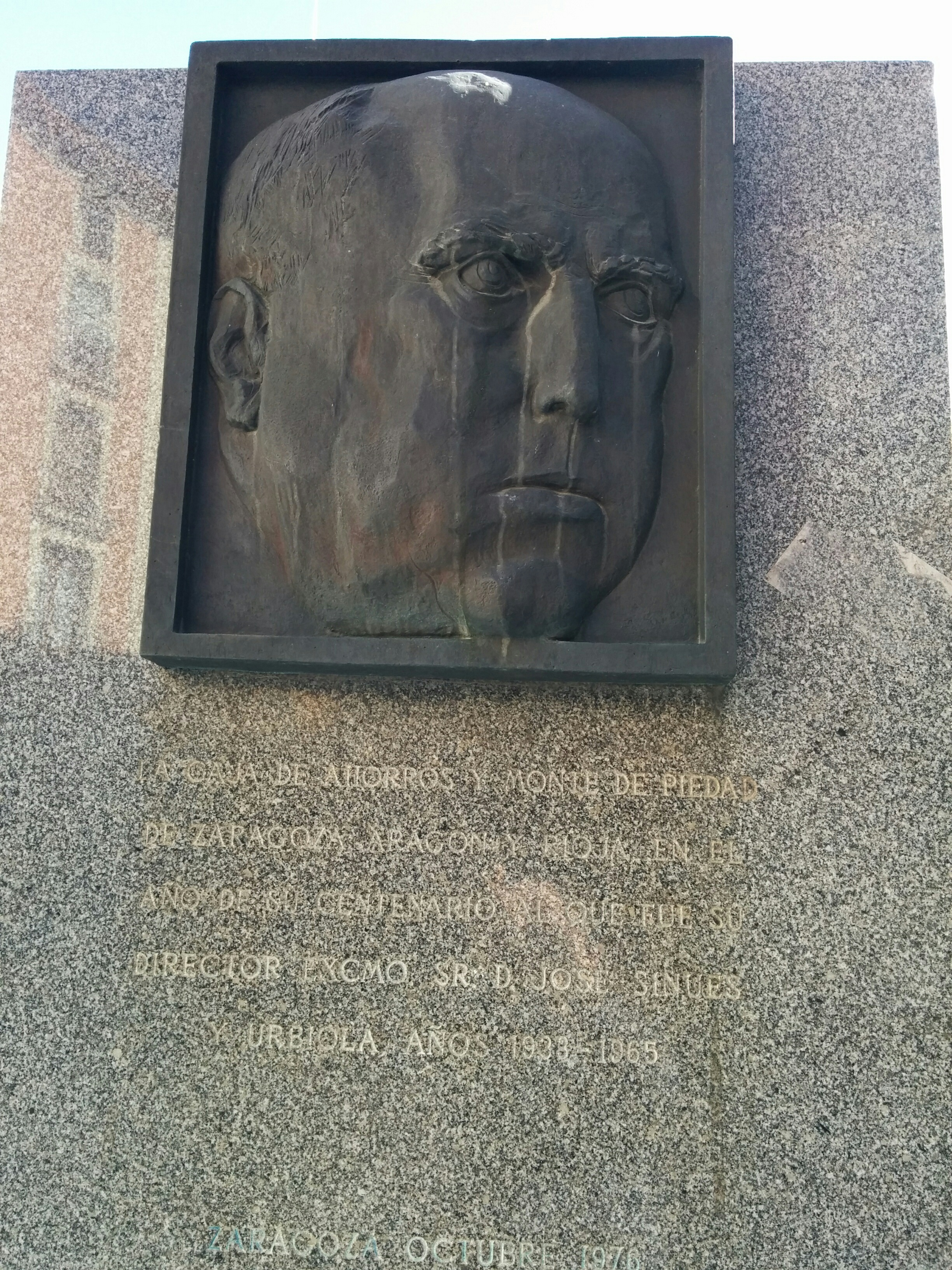
Parte del monumento a José Sinués en Zaragoza

## Biografía
Nacido en una familia de clase alta, ya que su padre era secretario de sala de la Audiencia de Zaragoza y tenía varias propiedades en los alrededores de la Cartuja.
Estudió en los Escolapios y en el Instituto de enseñanza media, y se licenció en Historia en la Facultad de Letras de Zaragoza, completando sus estudios en Madrid mediante una beca en el Centro de Estudios Históricos de la Junta para la Ampliación de Estudios, ciclo que había concluido en 1918.

## Escuela Industrial de Artes y Oficios
Al año siguiente entraría en la Escuela Industrial de Artes y Oficios como ayudante en la asignatura Geografía Económica y Legislación Industrial y dos años después obtendría la plaza de profesor para posteriormente terminar siendo su director entre el 1941 y el 1964, cuando se jubiló tras haber contribuido a la mejora constante del prestigio y las prestaciones del centro hasta el punto de ser nombrado consejero nacional de educación, cargo que desempeñó entre 1944 y 1957.

## Sociedad Económica Aragonesa e Ibercaja
En el 1922 ingresó a la Real Sociedad Económica Aragonesa, donde sería elegido como secretario en el 1929 y en donde participaría activamente en la organización de la I Conferencia Económica Aragonesa
En 1933 fue nombrado director de la Caja de Ahorros y Monte de Piedad de Zaragoza , actual Ibercaja, que en el momento de su nombramiento era la undécima caja más grande del país y que tras su paso a finales  de 1964 era la tercera, durante su presidencia también promovió la realización de la I Feria de Muestras de Zaragoza, consiguiendo consolidarla hasta después de la Guerra Civil. y presidente de la Confederación Española de Cajas de Ahorros en los años 40. 
También fue vicepresidente-fundador de la emisora Radio Zaragoza en 1937, director de la Escuela Universitaria de Ingeniería Técnica Industrial de Zaragoza (1941-1964) y procurador en Cortes desde 1958 hasta el año de su fallecimiento.

## Obras
- Historia de la Real y Pontificia Universidad de Zaragoza (1922) junto con Manuel Jiménez Catalán.
- La geografía industrial. Ensayo de sistematización de los fundamentos y hechos económicos (1924) junto con Manuel García-Miranda.